# Pokrajina Vicenza
Pokrajina Vicenza (v italijanskem izvirniku Provincia di Vicenza [provìnča di vičènca]) je ena od sedmih pokrajin, ki sestavljajo italijansko deželo Benečija. Meji na severu s Trentinskim, na vzhodu s pokrajinami Belluno, Treviso in Padova ter na zahodu s pokrajino Verona.

## Večje občine
Glavno mesto je Vicenza, ostale večje občine so (podatki 31.12.2006):
| Občina              | Prebivalcev |
| ------------------- | ----------- |
| Vicenza             | 113.898     |
| Bassano del Grappa  | 42.133      |
| Schio               | 38.687      |
| Valdagno            | 27.116      |
| Arzignano           | 25.330      |
| Montecchio Maggiore | 22.990      |
| Thiene              | 22.216      |

## Naravne zanimivosti
Nad naseljem Oliero v severozahodnem delu pokrajine se nahaja kraška jama, iz katere izvira istoimenska reka. Reka je med najkrajšimi v Evropi, saj teče le 300 metrov in se nato izliva v Brento, a donos vode je znaten (15 m³/s) in precej konstanten. Gre za vokliški izvir, ki mu pripisujejo kar 8 km dolg smrk, a dosedanji raziskovalci so preiskali komaj 3 km. Jama je posebne važnosti tudi zato, ker se je v njej udomačila človeška ribica, čigar prve primerke je lastnik jame prinesel iz Postojne leta 1832; pred kratkim so v jami Oliero speleologi prešteli že več kot 40 proteusov.
Zaščiteno področje: Naravni deželni park Lessinia

## Zgodovinske zanimivosti
Severni predel dežele, imenovan Planota sedmih občin (it. Altopiano dei Sette Comuni), je bil - razen Švice - najstarejša demokratična federacija na svetu. Nastala je leta 1310 in ostala samostojna do leta 1405, ko se je spontano predala Beneški Republiki. Isto ozemlje se je danes opredelilo za prestop iz dežele Benečija v deželo Trentinsko - Zgornje Poadižje. Postopek se je začel leta 2005 in ljudski referendum 2007 je odobril prestop z več kot 94 % glasov. Zanimivo je, da sta se obe pokrajinski zbornici dežele Trentinsko - Zgornje Poadižje izrekli proti tej spremembi, vendar nimata pri tem odločilne besede. Samo državni parlament lahko izglasuje zadevni zakon in trenutno ni tehtnih razlogov, ki bi ga preprečili.